# Otematata River
Der Otematata River ist ein 40 km langer Fluss in der Region Canterbury auf der Südinsel von Neuseeland.

## Geographie
Der Otematata River wird rund 7 km südwestlich des 2009 m hohen Kohurau, der sich in den Saint Marys Range des Oteake Conservation Parks befindet, durch den Zusammenfluss mehrere Creeks (Gebirgsbäche) gebildet. Von seinem Entstehungsort schlängelt sich der Fluss durch enge Bergtäler nordwärts, um dann nach rund 40 km östlich der Siedlung Otematata in den Stausee Lake Aviemore zu münden.
In seinem südlichen Teil verläuft der Fluss zum Teil über der geologischen Verwerfung der Otematata Fault.